# Pierwsze damy i pierwsi dżentelmeni Argentyny
Pierwsze damy/pierwsi dżentelmeni Argentyny – określenie małżonek lub małżonków prezydentów Argentyny, rzadko innych osób prowadzących dom prezydenta.
| Pierwsza dama/pierwszy dżentelmen | Prezydent                                  | Od   | Do   | Uwagi               |
| --------------------------------- | ------------------------------------------ | ---- | ---- | ------------------- |
| brak                              | Gervasio Antonio de Posadas                | 1814 | 1815 |                     |
| brak                              | Carlos María de Alvear                     | 1815 | 1815 |                     |
| brak                              | José Rondeau                               | 1815 | 1815 |                     |
| brak                              | Ignacio Álvarez Thomas                     | 1815 | 1816 |                     |
| brak                              | Antonio González de Balcarce               | 1816 | 1816 |                     |
| brak                              | Juan Martín de Pueyrredón                  | 1816 | 1819 |                     |
| brak                              | José Rondeau                               | 1819 | 1820 |                     |
| brak                              | Juan Pedro Julián Aguirre y López de Anaya | 1820 | 1820 |                     |
| Juana del Pino y Vera             | Bernardino Rivadavia                       | 1826 | 1827 |                     |
| brak                              | Vicente López y Planes                     | 1827 | 1827 |                     |
| brak                              | Manuel Dorrego                             | 1827 | 1828 |                     |
| brak                              | Juan Lavalle                               | 1828 | 1829 |                     |
| brak                              | Juan José Viamonte                         | 1829 | 1829 |                     |
| Encarnación Ezcurra               | Juan Manuel de Rosas                       | 1829 | 1832 |                     |
| brak                              | Juan Ramón Balcarce                        | 1832 | 1833 |                     |
| brak                              | Juan José Viamonte                         | 1833 | 1834 |                     |
| brak                              | Manuel Vicente Maza                        | 1834 | 1835 |                     |
| Encarnación Ezcurra               | Juan Manuel de Rosas                       | 1835 | 1852 |                     |
| brak                              | Vicente López y Planes                     | 1852 | 1852 |                     |
| Cruz López Jordán                 | Justo José de Urquiza                      | 1854 | 1860 |                     |
| brak                              | Santiago Derqui                            | 1860 | 1861 |                     |
| Rosa Juana Heredia                | Juan Esteban Pedernera                     | 1861 | 1861 |                     |
| brak                              | Bartolomé Mitre                            | 1862 | 1868 |                     |
| Benita Martínez Pastoriza         | Domingo Faustino Sarmiento                 | 1868 | 1874 |                     |
| Carmen Nórbrega Miguens           | Nicolás Avellaneda                         | 1874 | 1880 |                     |
| Clara Funes                       | Julio Argentino Roca                       | 1880 | 1886 |                     |
| Elisa Funes                       | Miguel Ángel Juárez Celman                 | 1886 | 1890 |                     |
| Carolina Lagos                    | Carlos Pellegrini                          | 1890 | 1892 |                     |
| Cripiana Lahitie                  | Luis Sáenz Peña                            | 1892 | 1895 |                     |
| Leonor Tezanos Pinto              | José Evaristo Uriburu                      | 1895 | 1898 |                     |
| Clara Funes                       | Julio Argentino Roca                       | 1898 | 1904 |                     |
| brak                              | Manuel Quintana                            | 1904 | 1906 |                     |
| brak                              | José Figueroa Alcorta                      | 1906 | 1910 |                     |
| Rosa González Delgado             | Roque Sáenz Peña                           | 1910 | 1914 |                     |
| Emily Henry de la Plaza           | Victorino de la Plaza                      | 1914 | 1916 |                     |
| brak                              | Hipólito Yrigoyen                          | 1916 | 1922 |                     |
| Regina Pacini                     | Marcelo Torcuato de Alvear                 | 1922 | 1928 |                     |
| brak                              | Hipólito Yrigoyen                          | 1928 | 1930 |                     |
| brak                              | José Félix Uriburu                         | 1930 | 1932 |                     |
| brak                              | Agustín Pedro Justo                        | 1932 | 1938 |                     |
| brak                              | Roberto María Ortiz                        | 1938 | 1942 |                     |
| brak                              | Ramón Castillo                             | 1942 | 1943 |                     |
| brak                              | Arturo Rawson                              | 1943 | 1943 |                     |
| brak                              | Pedro Ramírez                              | 1943 | 1944 |                     |
| Conrada Victoria Torni y Carpani  | Edelmiro Farrell                           | 1944 | 1946 |                     |
| Eva Perón                         | Juan Perón                                 | 1946 | 1952 |                     |
| brak                              | Juan Perón                                 | 1952 | 1955 |                     |
| brak                              | Eduardo Lonardi                            | 1955 | 1955 |                     |
| brak                              | Pedro Eugenio Aramburu                     | 1955 | 1958 |                     |
| Elena Faggionato                  | Arturo Frondizi                            | 1958 | 1962 |                     |
| brak                              | José María Guido                           | 1962 | 1963 |                     |
| Silvia Elvira Martorell de Illia  | Arturo Umberto Illia                       | 1963 | 1966 |                     |
| brak                              | Juan Carlos Onganía                        | 1966 | 1970 |                     |
| brak                              | Roberto M. Levingston                      | 1970 | 1971 |                     |
| brak                              | Alejandro Agustín Lanusse                  | 1971 | 1973 |                     |
| brak                              | Héctor José Cámpora                        | 1973 | 1973 |                     |
| brak                              | Raúl Alberto Lastiri                       | 1973 | 1973 |                     |
| Isabel Perón                      | Juan Perón                                 | 1973 | 1974 |                     |
| brak                              | Isabel Perón                               | 1974 | 1976 |                     |
| brak                              | Jorge Rafael Videla                        | 1976 | 1981 |                     |
| brak                              | Roberto Eduardo Viola                      | 1981 | 1981 |                     |
| brak                              | Carlos Lacoste                             | 1981 | 1981 |                     |
| brak                              | Leopoldo Galtieri                          | 1981 | 1982 |                     |
| brak                              | Alfredo Saint-Jean                         | 1982 | 1982 |                     |
| brak                              | Reynaldo Bignone                           | 1982 | 1983 |                     |
| María Lorenza Barrenechea         | Raúl Alfonsín                              | 1983 | 1989 |                     |
| Zulema Yoma                       | Carlos Saúl Menem                          | 1989 | 1991 |                     |
| Zulemita Menem                    | Carlos Saúl Menem                          | 1991 | 1999 | córka               |
| Inés Pertiné                      | Fernando de la Rúa                         | 1999 | 2001 |                     |
| brak                              | Adolfo Rodríguez Saá                       | 2001 | 2001 |                     |
| brak                              | Eduardo Camaño                             | 2001 | 2002 |                     |
| Hilda de Duhalde                  | Eduardo Duhalde                            | 2002 | 2003 |                     |
| Cristina Fernández de Kirchner    | Néstor Kirchner                            | 2003 | 2007 |                     |
| Néstor Kirchner                   | Cristina Fernández de Kirchner             | 2007 | 2015 | pierwszy dżentelmen |
| Juliana Awada                     | Mauricio Macri                             | 2015 | 2019 |                     |
| Fabiola Yáñez                     | Alberto Fernández                          | 2019 | 2023 |                     |
| Karina Milei                      | Javier Milei                               | 2023 |      | siostra             |